# Unguja
Unguja, sovint també coneguda com a Zanzíbar, és l'illa major de les que formen l'arxipèlag de Zanzíbar. La capital és Zanzíbar (257.000 hab). La ciutat vella de Zanzíbar està declarada Patrimoni de la Humanitat. Mesura 100 km de llarg i uns 45 km d'ample i mesura 1.658 km². L'estret de Zanzíbar, de 37 km, la separa del continent.

## Economia
La principal exportació són les espècies i en concret el clau, del que és el tercer exportador mundial. La major font d'ingressos és el turisme que s'ha vist seriosament afectat el 2008 per la caiguda del sistema elèctric durant un mes, entre maig i juny que va deixar tota l'illa sense electricitat i dependent de generadors. Zanzíbar és un destí turístic especialitzat en natura. El principal recurs turístic de les illes que formen aquest arxipèlag és la seva vegetació i les platges. A nivell mundial, és una de les millors destinacions per a practicar la pesca esportiva i el submarinisme. Segons Zanzibar Holiday, 90.000 turistes desembarquen anualment a l'illa i representen el 15% del PIB.

## Història

### Prehistòria
L'illa fou habitada des del Paleolític. Una cova amb eines microlítiques de 22.000 anys d'antiguitat fou descoberta el 2006. Altres proves de posterior ocupació van del 2800 aC al segle i.

### Antiguitat
El «Periple de la Mar Eritrea», escrit al segle i per un mercader grec egipci, parla de l'illa Menuthias, però bona part dels erudits pensen que es tracta de Pemba i no d'Unguja, tot i que hi ha opinions contradictòries; la clau és que l'illa és descrita com tenint nombrosos cursos d'aigua quan Unguja només en té un (Pemba en canvi té diversos rierols).
Les excavacions a Fukuchani (al nord) i Unguja Ukuu al sud, mostren ocupació de l'illa en temps preislàmics amb ceràmiques del golf Pèrsic i de l'Àfrica del nord romana entre els segles V i VIII; les del sud mostren que exportava marfil cap a Egipte cap a Constantinoble a través de Pelúsion, i s'ha trobat ceràmica romana d'Orient datada pel sistema del carboni 14. S'han trobar també cadàvers de ratpenats o rats negres les puces dels quals transmetien la pesta bubònica i cal pensar que aquesta fou portada a Constantinoble el 541 (se sap que hi va arribar des de Pelúsion a Egipte) des de Zanzíbar. Les comunitats de l'illa pertanyien a la primera edat del ferro africana occidental segons la seva ceràmica. El seu hàbitat eren petites cases de fusta i fang, en tot cas anterior a les cases d'altres llocs de la costa de l'Àfrica oriental que no apareixen abans del segle ix. Els primers pobladors permanents serien ancestres dels hadimus (habitants de l'illa d'Unguja) i tumbatus (habitants de l'illa de Tumbatu) que haurien arribat a l'entorn del segle x. Els àrabs i perses s'hi van establir entre el segle X i el XII i es van casar amb dones locals; el cap local entre els hadimus era el mwenye mkuu ("gran propietari") o jumbe ("cap", "ancià del poble") i el sheha ("cap", "líder") entre els tumbatus, però tenien un poder reduït.

### Període preislàmic
Segons Al-Masudi els reis dels Zunudj i els seus súbdits, eren pagans, però per les proves arqueològiques sembla que l'islam ja havia pres peu. Al temps d'Al-Idrissí al segle xii els habitants de Zanzíbar parlaven suahili i eren musulmans.
La història de Pate en suahili, que no pogué ser redactada abans del 1810 i basada per tant en tradició oral, assegura que fou el califa Abd-al-Màlik ibn Marwan qui va enviar grups de gent a fundar Zanzíbar, Pate, Mombasa, Lamu, Kilwa i Malindi entre d'altres. Harun ar-Raixid hauria enviat nous contingents i fundat més ciutats però no a Zanzíbar (ni a Pemba). Les fonts del segle X com Al-Masudi o Buzurg ben Shahriyar no ho confirmen. Cap d'aquestos esmenta l'illa i només el segon esmenta Kambalu, probablement Ras Mkumbuu a Pemba on s'ha trobat una mesquita que podia allotjar 70 fidels construïda sobre dues mesquites anteriors una de pedra i una de fusta (que podrien ser del segle ix i VIII). El 1865 es va trobar un tresor en un túmul a Unguja Ukuu; una moneda està datada el 797. Algunes excavacions han trobat edificis de vers el segle X (Direcció d'Antiguitats de Zanzíbar) amb nombrosa poteria entre el segle vi i XI, però que s'atura entre el segle xi i el XIV, que probablement corresponen a la Languja esmentada per Al-Yakut (vegeu més endavant). El seu abandonament estaria relacionat amb el final del comerç d'esclau després de la revolta dels zandj a la baixa Mesopotàmia. Les excavacions de Mkotomi al nord-oest de l'illa ha trobat restes entre els segles VIII i X i posteriors al XIV amb nombroses perles (segurament una fàbrica) i monedes xineses i indies, però cap de local.
Una història de Kilwa, escrita vers el 1550, diu que Unguja fou refugi d'un sultà de Kilwa deposat el 1035, i que amb ajuts dels grups insulars va recuperar el tron. En aquest temps es va construir una mesquita a Kizimkazi a Zanzíbar que encara es conserva en part, amb un mihrab elaborat i una inscripció de fundació datada el 1107 en escriptura cúfica; les tradicions locals asseguren que ja hi havia un sobirà (sultà) local a Kizimkazi, i existeixen un cert nombre d'edificis del segle xi a XII que s'han conservat. Joao de Barros va conservar en portuguès una segona història de Kilwa escrita originalment en àrab probablement vers el 1505, que diu que Sulayman ben al-Hasan de Kilwa (vers 1170-1189) es va proclamar senyor del comerç a Sofala, Pemba, Mafia i Unguja i de la costa continental.
El 1224 Al-Yakut al seu Mudjam al-buldan diu que Languja era la residència dels "reis dels zandj", el que decanta més cap a un estat independent no àrab en aquesta època que sobre una dependència de Kilwa. Un tresor de monedes es va trobar el 1984 a Tumbate prop de Mkokotomi, i es va treure del país il·legalment acabant per ser catalogades al Museu Britànic. Hi havia segons sembla peces d'or amb el nom d'Al-Hasan ben Sulayman III de Kilwa (vers 1310-1333).
Segons la història de Pate, Umar ben Muhammad de Pate (1332-1348) hauria ocupat totes les viles de la costa entre Pate i les illes Kerimba (Comores) excepte l'arxipèlag de Zanzíbar. Això sembla que fou només una expedició.
El 1442 el sobirà de Zanzíbar va intervenir en un conflicte successori a Kilwa, però fou subornat per un pot de vi i 100 mithkals d'or. En aquesta època Zanzíbar tenia la seva pròpia moneda de coure.
Les tradicions parlen d'una gent anomenada Wa-debuli i Wa-diba, probablement comerciants ambulants indis, els primers de Daybul i els altres de les Maldives (que els geògrafs àrabs esmenten com Diba).

### Dominació portuguesa
Vasco de Gama va arribar a l'illa el 1499 de tornada de l'Índia, i va agafar provisions i aigua,; només es va aturar unes hores; el 1503 un vaixell sota comandament de Rui Lourenço Ravasco va capturar 20 naus de l'illa que va retornar a canvi de diners (segons Damiao de Goes); els nadius haurien obert foc i disparat fletxes i Ravasco hauria respost amb un bombardeig, però probablement fou un acte de pirateria, ja que Ravasco fou condemnat a Lisboa. Així i tot, l'agost de 1505 hi va anar el capità João Homere, de la flota de Francisco de Almeida i l'illa li va pagar un tribut de 130 mithkals d'or (1000 en va pagar Kilwa i 100 Pate).
El 1528 la flota de Nero de Cunha es va desviar de la flota principal i un pilot de l'illa el va guiar a un lloc segur per ancorar; dos-cents malalts foren deixats al lloc però no consta l'establiment d'una feitoria (establiment comercial o factoria) permanent. El 1571 Fra Monclaro escrivia que l'antiga capital, abans gran com Kilwa, estava en ruïnes, a causa del bombardeig de Ravasco però també per la presència de "caffirs" del continent que mantenien el desordre; el poble vivia amb por. Els portuguesos van combatre als agitadors i el rei (suahili) de Zanzíbar va regalar l'illa a Portugal. Portuguesos residents a l'illa van poder tenir la seva pròpia capella i capellà es dedicaven al comerç de perles, de teixits, de marfil, d'àmbar gris i altres. L'illa és descrita com a molt fèrtil, però no es fa menció de cap feitoria.
El primer testimoni sobre una feitoria el dona Edmund Baker d'Ipswich, tinent al vaixell Bonaventure, manat pel capità Sir James Lancaster, que hi va passar l'hivern de 1591 a 1592. Gaspar de Sao Bernardino informa d'un carregament d'esclaus de Zanzíbar a Mombasa el 1606. El rei d'Unguja era un home simpàtic i agradable i per contra el religiós Joao dos Santos parla del comportament brutal dels portuguesos, i diu que havia convertit al cristianisme un nebot del rei a qui va enviar a estudiar a Goa.
Un informe de 1605 parla de vicariats agustins a Lamu, Pate i Faza i un convent a Mombasa però no a Zanzíbar, on no apareixen fins al 1612 esmentats en una butlla papal i, per tant, la seva fundació, lligada sens dubte a la feitoria seria entre 1606 i 1612. Els portuguesos es van instal·lar, segons la tradició, a Mvuleni i Fukuchani (la segona a un antic lloc pre islàmic).
Restes que podrien ser d'aquesta feitoria, amb un fortí, s'han trobat modernament situades sobre el que fou un antic llogaret de pescadors i comerciants datat al segle xii. Al lloc es va trobar un tresor de monedes locals dels segles XIV i XV; hi ha també restes de l'església.
L'herència portuguesa a Zanzíbar és molt petita; unes 120 paraules van passar del portuguès al suahili; les restes arqueològiques són insignificants.
La pèrdua de Mombasa el 1698 no va tenir immediata repercussió a Unguja. El 1694 el vicari de Zanzíbar Fra Manuel de Conceiçao fou assassinat per membres de les tribus i ja no es va nomenar successor. Una reina de nom Fàtima va prendre el poder pacíficament i va establir el seu palau prop de la geraza. El 1710 ja pertanyia a Oman i la reina s'havia sotmès al sultà.
El 1712 el virrei de Goa informà que els àrabs havien transformat la feitoria i un edifici de pedra construït per Joao Nunes a finals del segle xvii per fer un fortí inadequat. La monarquia local suahili s'havia mantingut però el poder real estava en mans dels omanites i després del 1734 en mans dels liwalis de Mombasa (des de 1739 els Mazrui) que no foren eliminats fins al 1837 per Sayyid Said.